# Indianapolis 500 in 2023
De 107e editie van de Indianapolis 500 werd in 2023 verreden op zondag 28 mei op de Indianapolis Motor Speedway in Indianapolis in de staat Indiana.
Josef Newgarden behaalde zijn eerste Indianapolis 500-overwinning. Hij werd hiermee de eerste Amerikaan sinds Alexander Rossi in 2016 die de race wist te winnen. Titelhouder Marcus Ericsson eindigde als tweede, terwijl Santino Ferrucci als derde finishte.

## Inschrijvingen
Aan deze race namen negen Indy 500-winnaars mee. De titelhouder Marcus Ericsson rijdt bij Chip Ganassi Racing, net als Takuma Sato (2017 en 2020) en Scott Dixon (2008). Hélio Castroneves, die in 2001, 2002, 2009 en 2021 won, reed bij Meyer Shank Racing. Ook Simon Pagenaud, winnaar in 2019, reed bij dit team. Will Power, winnaar in 2018, reed voor Team Penske. Alexander Rossi (2016) en Tony Kanaan (2013) kwamen uit voor Arrow McLaren; voor Kanaan was het zijn laatste race in de autosport. Tot slot kwam Ryan Hunter-Reay, die in 2014 won, uit voor Dreyer & Reinbold Racing.
W = eerdere winnaar
R = rookie
| Nr | Rijders             | Team                                                          | Motor     |
| -- | ------------------- | ------------------------------------------------------------- | --------- |
| 02 | Josef Newgarden     | Team Penske                                                   | Chevrolet |
| 03 | Scott McLaughlin    | Team Penske                                                   | Chevrolet |
| 05 | Patricio O'Ward     | Arrow McLaren                                                 | Chevrolet |
| 06 | Felix Rosenqvist    | Arrow McLaren                                                 | Chevrolet |
| 06 | Hélio Castroneves W | Meyer Shank Racing                                            | Honda     |
| 07 | Alexander Rossi W   | Arrow McLaren                                                 | Chevrolet |
| 08 | Marcus Ericsson W   | Chip Ganassi Racing                                           | Honda     |
| 09 | Scott Dixon W       | Chip Ganassi Racing                                           | Honda     |
| 10 | Álex Palou          | Chip Ganassi Racing                                           | Honda     |
| 11 | Takuma Sato W       | Chip Ganassi Racing                                           | Honda     |
| 12 | Will Power W        | Team Penske                                                   | Chevrolet |
| 14 | Santino Ferrucci    | A.J. Foyt Enterprises                                         | Chevrolet |
| 15 | Graham Rahal        | Rahal Letterman Lanigan Racing                                | Honda     |
| 18 | David Malukas       | Dale Coyne Racing with HMD Motorsports                        | Honda     |
| 20 | Conor Daly          | Ed Carpenter Racing                                           | Chevrolet |
| 21 | Rinus VeeKay        | Ed Carpenter Racing                                           | Chevrolet |
| 23 | Ryan Hunter-Reay W  | Dreyer & Reinbold Racing                                      | Chevrolet |
| 24 | Stefan Wilson       | Dreyer & Reinbold Racing / Cusick Motorsports                 | Chevrolet |
| 26 | Colton Herta        | Andretti Autosport with Curb-Agajanian                        | Honda     |
| 27 | Kyle Kirkwood       | Andretti Autosport                                            | Honda     |
| 28 | Romain Grosjean     | Andretti Autosport                                            | Honda     |
| 29 | Devlin DeFrancesco  | Andretti Steinbrenner Autosport                               | Honda     |
| 30 | Jack Harvey         | Rahal Letterman Lanigan Racing                                | Honda     |
| 33 | Ed Carpenter        | Ed Carpenter Racing                                           | Chevrolet |
| 44 | Katherine Legge     | Rahal Letterman Lanigan Racing                                | Honda     |
| 45 | Christian Lundgaard | Rahal Letterman Lanigan Racing                                | Honda     |
| 50 | RC Enerson R        | Abel Motorsports                                              | Chevrolet |
| 51 | Sting Ray Robb R    | Dale Coyne Racing with Rick Ware Racing                       | Honda     |
| 55 | Benjamin Pedersen R | A.J. Foyt Enterprises                                         | Chevrolet |
| 60 | Simon Pagenaud W    | Meyer Shank Racing                                            | Honda     |
| 66 | Tony Kanaan W       | Arrow McLaren                                                 | Chevrolet |
| 77 | Callum Ilott        | Juncos Hollinger Racing                                       | Chevrolet |
| 78 | Agustín Canapino R  | Juncos Hollinger Racing                                       | Chevrolet |
| 98 | Marco Andretti      | Andretti Herta Autosport with Marco Andretti & Curb-Agajanian | Honda     |

## Kwalificatie

### Dag 1 - Zaterdag 20 mei
De snelste twaalf coureurs gingen door naar de Fast Twelve Shootout op zondag 21 mei. De coureurs op de plaatsen 10 tot en met 30 starten vanaf deze posities. De vier langzaamste coureurs gingen naar de Last Chance Qualifying, waarin de langzaamste coureur afvalt en de race niet mag starten.
| Positie                | Nr                     | Rijder                 | Team                                                          | Motor                  | Snelheid (m/h)         |
| Fast Twelve Qualifying | Fast Twelve Qualifying | Fast Twelve Qualifying | Fast Twelve Qualifying                                        | Fast Twelve Qualifying | Fast Twelve Qualifying |
| ---------------------- | ---------------------- | ---------------------- | ------------------------------------------------------------- | ---------------------- | ---------------------- |
| 1                      | 06                     | Felix Rosenqvist       | Arrow McLaren                                                 | Chevrolet              | 233.947                |
| 2                      | 07                     | Alexander Rossi (W)    | Arrow McLaren                                                 | Chevrolet              | 233.528                |
| 3                      | 10                     | Álex Palou             | Chip Ganassi Racing                                           | Honda                  | 233.398                |
| 4                      | 21                     | Rinus VeeKay           | Ed Carpenter Racing                                           | Chevrolet              | 233.395                |
| 5                      | 09                     | Scott Dixon (W)        | Chip Ganassi Racing                                           | Honda                  | 233.375                |
| 6                      | 66                     | Tony Kanaan (W)        | Arrow McLaren                                                 | Chevrolet              | 233.347                |
| 7                      | 11                     | Takuma Sato (W)        | Chip Ganassi Racing                                           | Honda                  | 233.322                |
| 8                      | 05                     | Patricio O'Ward        | Arrow McLaren                                                 | Chevrolet              | 233.252                |
| 9                      | 14                     | Santino Ferrucci       | A.J. Foyt Enterprises                                         | Chevrolet              | 233.147                |
| 10                     | 08                     | Marcus Ericsson (W)    | Chip Ganassi Racing                                           | Honda                  | 233.030                |
| 11                     | 55                     | Benjamin Pedersen (R)  | A.J. Foyt Enterprises                                         | Chevrolet              | 232.739                |
| 12                     | 12                     | Will Power (W)         | Team Penske                                                   | Chevrolet              | 232.719                |
| Posities 13-30         |                        |                        |                                                               |                        |                        |
| 13                     | 33                     | Ed Carpenter           | Ed Carpenter Racing                                           | Chevrolet              | 232.689                |
| 14                     | 03                     | Scott McLaughlin       | Team Penske                                                   | Chevrolet              | 232.677                |
| 15                     | 27                     | Kyle Kirkwood          | Andretti Autosport                                            | Honda                  | 232.662                |
| 16                     | 20                     | Conor Daly             | Ed Carpenter Racing                                           | Chevrolet              | 232.433                |
| 17                     | 02                     | Josef Newgarden        | Team Penske                                                   | Chevrolet              | 232.402                |
| 18                     | 23                     | Ryan Hunter-Reay (W)   | Dreyer & Reinbold Racing                                      | Chevrolet              | 232.133                |
| 19                     | 28                     | Romain Grosjean        | Andretti Autosport                                            | Honda                  | 231.997                |
| 20                     | 06                     | Hélio Castroneves (W)  | Meyer Shank Racing                                            | Honda                  | 231.954                |
| 21                     | 26                     | Colton Herta           | Andretti Autosport with Curb-Agajanian                        | Honda                  | 231.951                |
| 22                     | 60                     | Simon Pagenaud (W)     | Meyer Shank Racing                                            | Honda                  | 231.878                |
| 23                     | 18                     | David Malukas          | Dale Coyne Racing with HMD Motorsports                        | Honda                  | 231.769                |
| 24                     | 98                     | Marco Andretti         | Andretti Herta Autosport with Marco Andretti & Curb-Agajanian | Honda                  | 231.682                |
| 25                     | 24                     | Stefan Wilson          | Dreyer & Reinbold Racing with Cusick Motorsports              | Chevrolet              | 231.648                |
| 26                     | 29                     | Devlin DeFrancesco     | Andretti Steinbrenner Autosport                               | Honda                  | 231.353                |
| 27                     | 78                     | Agustín Canapino (R)   | Juncos Hollinger Racing                                       | Chevrolet              | 231.320                |
| 28                     | 77                     | Callum Ilott           | Juncos Hollinger Racing                                       | Chevrolet              | 231.182                |
| 29                     | 50                     | RC Enerson (R)         | Abel Motorsports                                              | Chevrolet              | 231.129                |
| 30                     | 44                     | Katherine Legge        | Rahal Letterman Lanigan Racing                                | Honda                  | 231.070                |
| Last Chance Qualifying |                        |                        |                                                               |                        |                        |
| 31                     | 45                     | Christian Lundgaard    | Rahal Letterman Lanigan Racing                                | Honda                  | 231.056                |
| 32                     | 51                     | Sting Ray Robb (R)     | Dale Coyne Racing with Rick Ware Racing                       | Honda                  | 230.740                |
| 33                     | 30                     | Jack Harvey            | Rahal Letterman Lanigan Racing                                | Honda                  | 230.098                |
| 34                     | 15                     | Graham Rahal           | Rahal Letterman Lanigan Racing                                | Honda                  | 229.999                |
| Officiële uitslag      |                        |                        |                                                               |                        |                        |

### Dag 2 - Zondag 22 mei

#### Fast Twelve Qualifying
De snelste twaalf coureurs gingen door naar de Fast Six Qualifying, die later op de dag plaatsvond. De coureurs op de plaatsen 7 tot en met 12 starten vanaf deze posities.
| Positie             | Nr                  | Rijder                | Team                  | Motor               | Snelheid (m/h)      |
| Fast Six Qualifying | Fast Six Qualifying | Fast Six Qualifying   | Fast Six Qualifying   | Fast Six Qualifying | Fast Six Qualifying |
| ------------------- | ------------------- | --------------------- | --------------------- | ------------------- | ------------------- |
| 1                   | 06                  | Felix Rosenqvist      | Arrow McLaren         | Chevrolet           | 234.081             |
| 2                   | 14                  | Santino Ferrucci      | A.J. Foyt Enterprises | Chevrolet           | 233.911             |
| 3                   | 21                  | Rinus VeeKay          | Ed Carpenter Racing   | Chevrolet           | 233.801             |
| 4                   | 10                  | Álex Palou            | Chip Ganassi Racing   | Honda               | 233.779             |
| 5                   | 09                  | Scott Dixon (W)       | Chip Ganassi Racing   | Honda               | 233.430             |
| 6                   | 05                  | Patricio O'Ward       | Arrow McLaren         | Chevrolet           | 233.229             |
| Posities 7-12       |                     |                       |                       |                     |                     |
| 7                   | 07                  | Alexander Rossi (W)   | Arrow McLaren         | Chevrolet           | 233.110             |
| 8                   | 11                  | Takuma Sato (W)       | Chip Ganassi Racing   | Honda               | 233.098             |
| 9                   | 66                  | Tony Kanaan (W)       | Arrow McLaren         | Chevrolet           | 233.076             |
| 10                  | 08                  | Marcus Ericsson (W)   | Chip Ganassi Racing   | Honda               | 232.889             |
| 11                  | 55                  | Benjamin Pedersen (R) | A.J. Foyt Enterprises | Chevrolet           | 232.671             |
| 12                  | 12                  | Will Power (W)        | Team Penske           | Chevrolet           | 232.635             |
| Officiële uitslag   |                     |                       |                       |                     |                     |

#### Last Chance Qualifying
| Positie             | Nr             | Rijder              | Team                                    | Motor          | Snelheid (m/h) |                |
| Gekwalificeerd      | Gekwalificeerd | Gekwalificeerd      | Gekwalificeerd                          | Gekwalificeerd | Gekwalificeerd | Gekwalificeerd |
| ------------------- | -------------- | ------------------- | --------------------------------------- | -------------- | -------------- | -------------- |
| 31                  | 45             | Christian Lundgaard | Rahal Letterman Lanigan Racing          | Honda          | 229.649        |                |
| 32                  | 51             | Sting Ray Robb (R)  | Dale Coyne Racing with Rick Ware Racing | Honda          | 229.549        |                |
| 33                  | 30             | Jack Harvey         | Rahal Letterman Lanigan Racing          | Honda          | 229.166        |                |
| Niet gekwalificeerd |                |                     |                                         |                |                |                |
| 34                  | 15             | Graham Rahal        | Rahal Letterman Lanigan Racing          | Honda          | 229.159        |                |
| Officiële uitslag   |                |                     |                                         |                |                |                |

#### Fast Six Qualifying
De tijd van Álex Palou was de snelste pole positiontijd en de op een na snelste kwalificatietijd uit de geschiedenis van de Indianapolis 500.
| Positie             | Nr                  | Rijder              | Team                  | Motor               | Snelheid (m/h)      |
| Fast Six Qualifying | Fast Six Qualifying | Fast Six Qualifying | Fast Six Qualifying   | Fast Six Qualifying | Fast Six Qualifying |
| ------------------- | ------------------- | ------------------- | --------------------- | ------------------- | ------------------- |
| 1                   | 10                  | Álex Palou          | Chip Ganassi Racing   | Honda               | 234.217             |
| 2                   | 21                  | Rinus VeeKay        | Ed Carpenter Racing   | Chevrolet           | 234.211             |
| 3                   | 06                  | Felix Rosenqvist    | Arrow McLaren         | Chevrolet           | 234.114             |
| 4                   | 14                  | Santino Ferrucci    | A.J. Foyt Enterprises | Chevrolet           | 233.661             |
| 5                   | 05                  | Patricio O'Ward     | Arrow McLaren         | Chevrolet           | 233.158             |
| 6                   | 09                  | Scott Dixon (W)     | Chip Ganassi Racing   | Honda               | 233.151             |
| Officiële uitslag   |                     |                     |                       |                     |                     |

## Startgrid
Op de dag na de kwalificatie vond een trainingssessie plaats. In deze training waren Katherine Legge en Stefan Wilson betrokken bij een ongeluk nadat de auto's voor hen onverwacht langzamer gingen rijden. Wilson brak bij dit ongeluk een ruggenwervel en kon zodoende niet van start gaan in de race. Een dag later kondigde zijn team Dreyer & Reinbold Racing with Cusick Motorsports aan dat Wilson zou worden vervangen door Graham Rahal, die zich op zondag voor zijn eigen team Rahal Letterman Lanigan Racing niet kon kwalificeren. Volgens de regels moet een vervangende coureur achteraan de grid plaatsnemen en Rahal startte de race zodoende als laatste.
| Rij | Binnen | Binnen              | Midden | Midden                | Buiten | Buiten               |
| --- | ------ | ------------------- | ------ | --------------------- | ------ | -------------------- |
| 1   | 10     | Álex Palou          | 21     | Rinus VeeKay          | 6      | Felix Rosenqvist     |
| 2   | 14     | Santino Ferrucci    | 5      | Patricio O'Ward       | 9      | Scott Dixon (W)      |
| 3   | 7      | Alexander Rossi (W) | 11     | Takuma Sato (W)       | 66     | Tony Kanaan (W)      |
| 4   | 8      | Marcus Ericsson (W) | 55     | Benjamin Pedersen (R) | 12     | Will Power (W)       |
| 5   | 33     | Ed Carpenter        | 3      | Scott McLaughlin      | 27     | Kyle Kirkwood        |
| 6   | 20     | Conor Daly          | 2      | Josef Newgarden       | 23     | Ryan Hunter-Reay (W) |
| 7   | 28     | Romain Grosjean     | 06     | Hélio Castroneves (W) | 26     | Colton Herta         |
| 8   | 60     | Simon Pagenaud (W)  | 18     | David Malukas         | 98     | Marco Andretti       |
| 9   | 29     | Devlin DeFrancesco  | 78     | Agustín Canapino (R)  | 77     | Callum Ilott         |
| 10  | 50     | RC Enerson (R)      | 44     | Katherine Legge       | 45     | Christian Lundgaard  |
| 11  | 51     | Sting Ray Robb (R)  | 30     | Jack Harvey           | 24     | Graham Rahal         |

- (W) = Voormalig Indianapolis 500 winnaars
- (R) = Indianapolis 500 rookie

## Race-uitslag
| Positie           | Nr | Rijder                | Team                                                          | Motor     | Ronden | Tijd/Opgave  | Pitstops | Grid | Ronden aan de leiding | Punten |
| ----------------- | -- | --------------------- | ------------------------------------------------------------- | --------- | ------ | ------------ | -------- | ---- | --------------------- | ------ |
| 1                 | 02 | Josef Newgarden       | Team Penske                                                   | Chevrolet | 200    | 2:58:21.9611 | 5        | 17   | 5                     | 51     |
| 2                 | 08 | Marcus Ericsson (W)   | Chip Ganassi Racing                                           | Honda     | 200    | +0.0974      | 5        | 10   | 30                    | 44     |
| 3                 | 14 | Santino Ferrucci      | A.J. Foyt Enterprises                                         | Chevrolet | 200    | +0.5273      | 5        | 4    | 11                    | 45     |
| 4                 | 10 | Álex Palou            | Chip Ganassi Racing                                           | Honda     | 200    | +0.7638      | 6        | 1    | 36                    | 45     |
| 5                 | 07 | Alexander Rossi (W)   | Arrow McLaren                                                 | Chevrolet | 200    | +0.9934      | 5        | 7    | 4                     | 37     |
| 6                 | 09 | Scott Dixon (W)       | Chip Ganassi Racing                                           | Honda     | 200    | +1.4316      | 5        | 6    | 0                     | 35     |
| 7                 | 11 | Takuma Sato (W)       | Chip Ganassi Racing                                           | Honda     | 200    | +1.5770      | 6        | 8    | 2                     | 32     |
| 8                 | 20 | Conor Daly            | Ed Carpenter Racing                                           | Chevrolet | 200    | +1.8855      | 5        | 16   | 0                     | 24     |
| 9                 | 26 | Colton Herta          | Andretti Autosport                                            | Honda     | 200    | +2.2248      | 6        | 21   | 1                     | 23     |
| 10                | 21 | Rinus VeeKay          | Ed Carpenter Racing                                           | Chevrolet | 200    | +3.2648      | 6        | 2    | 24                    | 32     |
| 11                | 23 | Ryan Hunter-Reay (W)  | Dreyer & Reinbold Racing                                      | Chevrolet | 200    | +3.4223      | 6        | 18   | 8                     | 20     |
| 12                | 77 | Callum Ilott          | Juncos Hollinger Racing                                       | Chevrolet | 200    | +4.0470      | 6        | 27   | 5                     | 19     |
| 13                | 29 | Devlin DeFrancesco    | Andretti Steinbrenner Autosport                               | Honda     | 200    | +4.7432      | 5        | 25   | 0                     | 17     |
| 14                | 03 | Scott McLaughlin      | Team Penske                                                   | Chevrolet | 200    | +5.0045      | 6        | 14   | 0                     | 16     |
| 15                | 06 | Hélio Castroneves (W) | Meyer Shank Racing                                            | Honda     | 200    | +5.4631      | 7        | 20   | 1                     | 16     |
| 16                | 66 | Tony Kanaan (W)       | Arrow McLaren                                                 | Chevrolet | 200    | +5.7158      | 7        | 9    | 0                     | 18     |
| 17                | 98 | Marco Andretti        | Andretti Herta Autosport with Marco Andretti & Curb-Agajanian | Honda     | 200    | +8.9800      | 6        | 24   | 0                     | 13     |
| 18                | 30 | Jack Harvey           | Rahal Letterman Lanigan Racing                                | Honda     | 199    | +1 ronde     | 7        | 32   | 0                     | 12     |
| 19                | 45 | Christian Lundgaard   | Rahal Letterman Lanigan Racing                                | Honda     | 198    | +2 ronden    | 8        | 30   | 0                     | 11     |
| 20                | 33 | Ed Carpenter          | Ed Carpenter Racing                                           | Chevrolet | 197    | Ongeluk      | 6        | 13   | 0                     | 10     |
| 21                | 55 | Benjamin Pedersen (R) | A.J. Foyt Enterprises                                         | Chevrolet | 196    | Ongeluk      | 7        | 11   | 0                     | 11     |
| 22                | 24 | Graham Rahal          | Dreyer & Reinbold Racing / Cusick Motorsports                 | Chevrolet | 195    | +5 ronden    | 6        | 33   | 0                     | 8      |
| 23                | 12 | Will Power (W)        | Team Penske                                                   | Chevrolet | 195    | +5 ronden    | 6        | 12   | 1                     | 9      |
| 24                | 05 | Patricio O'Ward       | Arrow McLaren                                                 | Chevrolet | 192    | Ongeluk      | 6        | 5    | 39                    | 17     |
| 25                | 60 | Simon Pagenaud (W)    | Meyer Shank Racing                                            | Honda     | 192    | Ongeluk      | 5        | 22   | 0                     | 5      |
| 26                | 78 | Agustín Canapino (R)  | Juncos Hollinger Racing                                       | Chevrolet | 192    | Ongeluk      | 6        | 26   | 0                     | 5      |
| 27                | 06 | Felix Rosenqvist      | Arrow McLaren                                                 | Chevrolet | 183    | Ongeluk      | 5        | 3    | 33                    | 16     |
| 28                | 27 | Kyle Kirkwood         | Andretti Autosport                                            | Honda     | 183    | Ongeluk      | 5        | 15   | 0                     | 5      |
| 29                | 18 | David Malukas         | Dale Coyne Racing with HMD Motorsports                        | Honda     | 160    | Ongeluk      | 7        | 23   | 0                     | 5      |
| 30                | 28 | Romain Grosjean       | Andretti Autosport                                            | Honda     | 149    | Ongeluk      | 4        | 19   | 0                     | 5      |
| 31                | 51 | Sting Ray Robb (R)    | Dale Coyne Racing with Rick Ware Racing                       | Honda     | 90     | Ongeluk      | 2        | 31   | 0                     | 5      |
| 32                | 50 | RC Enerson (R)        | Abel Motorsports                                              | Chevrolet | 75     | Mechanisch   | 3        | 28   | 0                     | 5      |
| 33                | 44 | Katherine Legge       | Rahal Letterman Lanigan Racing                                | Honda     | 41     | Ongeluk      | 4        | 29   | 0                     | 5      |
| Officiële uitslag |    |                       |                                                               |           |        |              |          |      |                       |        |

1911 · 1912 · 1913 · 1914 · 1915 · 1916 · 1917 · 1918 · 1919 · 1920 · 1921 · 1922 · 1923 · 1924 · 1925 · 1926 · 1927 · 1928 · 1929 · 1930 · 1931 · 1932 · 1933 · 1934 · 1935 · 1936 · 1937 · 1938 · 1939 · 1940 · 1941 · 1942 · 1943 · 1944 · 1945 · 1946 · 1947 · 1948 · 1949 · 1950 · 1951 · 1952 · 1953 · 1954 · 1955 · 1956 · 1957 · 1958 · 1959 · 1960 · 1961 · 1962 · 1963 · 1964 · 1965 · 1966 · 1967 · 1968 · 1969 · 1970 · 1971 · 1972 · 1973 · 1974 · 1975 · 1976 · 1977 · 1978 · 1979 · 1980 · 1981 · 1982 · 1983 · 1984 · 1985 · 1986 · 1987 · 1988 · 1989 · 1990 · 1991 · 1992 · 1993 · 1994 · 1995 · 1996 · 1997 · 1998 · 1999 · 2000 · 2001 · 2002 · 2003 · 2004 · 2005 · 2006 · 2007 · 2008 · 2009 · 2010 · 2011 · 2012 · 2013 · 2014 · 2015 · 2016 · 2017 · 2018 · 2019 · 2020 · 2021 · 2022 · 2023 · 2024